# محمد علی بهجت
محمد علی بهجت سیاست‌مدار ایرانی و نماینده خوزستان در دوره دوم مجلس شورای ملی بود. در نهم اردیبهشت ۱۲۸۹ با تصویب اعتبارنامه اش وارد مجلس شد. یک مرحله ای شدن انتخابات به پیشنهاد او و شیخ اسدالله محلاتی نماینده خوانسار و گلپایگان انجام گرفت و به تصویب مجلس رسید. در دوره‌های اول و دوم مجلس، انتخابات به صورت دو مرحله ای بود یعنی نمایندگان ابتدا به صورت محلی انتخاب و به انجمن‌های ولایتی و ایالتی پیشنهاد می‌شدند و سپس این انجمن‌ها نماینده را انتخاب می‌کردند.